# Gardan GY-80

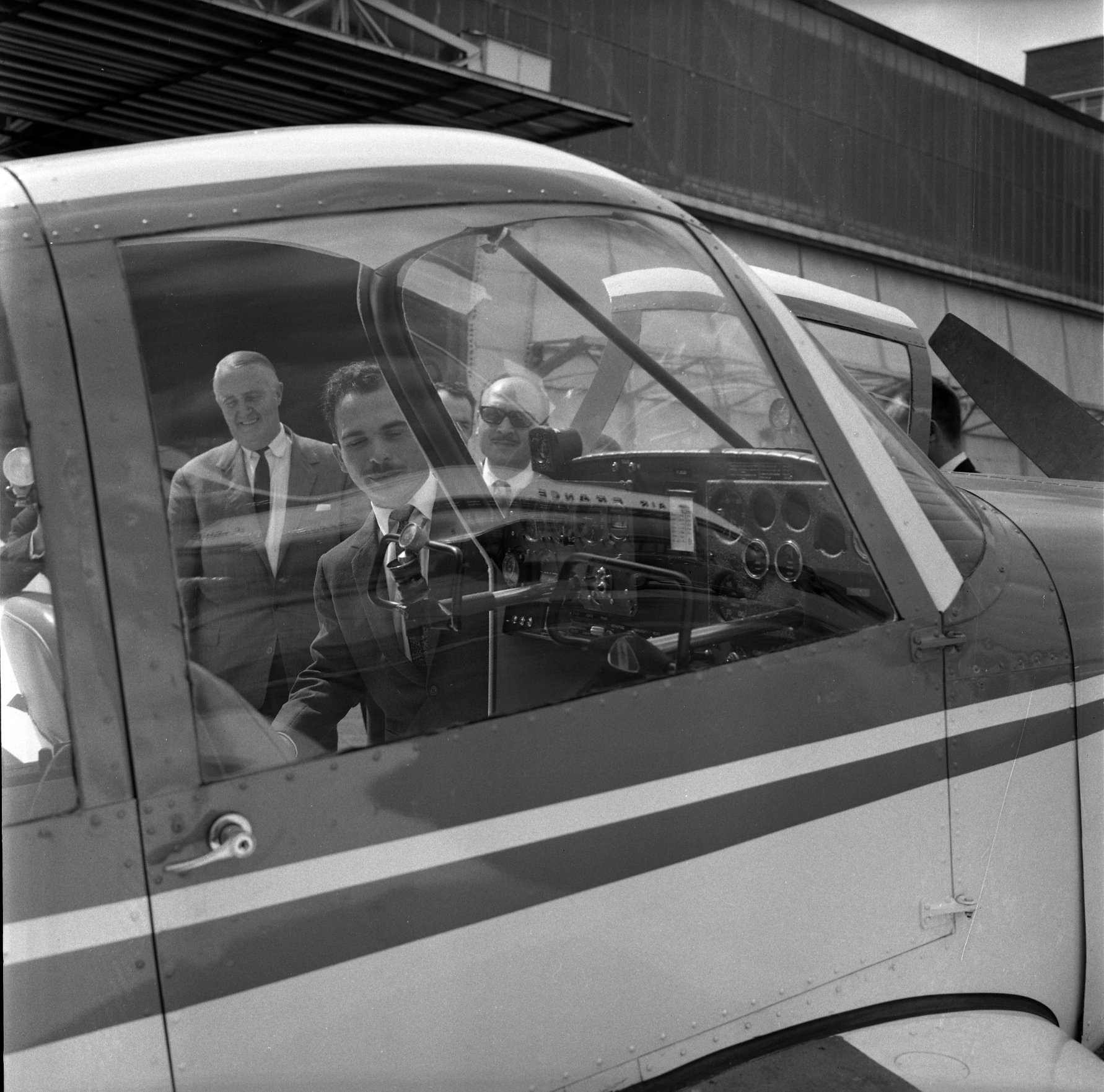
Présentation d'un exemplaire au roi Hussein de Jordanie en 1963.

Avant la formation de l'Aérospatiale, Sud-Aviation avait acquis de Yves Gardan la licence pour un quadriplace tout métal. C'était le GY-80 Horizon. Le prototype a effectué son premier vol le 21 juillet 1960, et Socata allait en construire plus de 250 jusqu'en 1969.
Le Gardan Horizon est un quadriplace de tourisme et de voyage entièrement métallique, cantilever monoplan aile basse, le train d'atterrissage était semi-retractable de type tricycle, la moitié de chaque roue restant à l'extérieur train rentré; il était couplé à la sortie des volets. La motorisation de base était de 160 ch (119 kW) Avco Lycoming 0-320-D avec une hélice bipale à pas fixe, mais un moteur plus puissant (180 ch 134 kW Avco Lycoming 0-360), une hélice à pas variable étaient disponibles en option.